# Comme le feu
Pour plus de détails, voir Fiche technique et Distribution.
Comme le feu est un film franco-canadien réalisé par Philippe Lesage, sorti en 2024.

## Fiche technique
Sauf indication contraire, les informations mentionnées dans cette section peuvent être confirmées par la base de données cinématographiques IMDb,  présente dans la section « Liens externes ».
- Titre français : Comme le feu
- Réalisation et scénario : Philippe Lesage
- Costumes : Caroline Bodson
- Photographie : Balthazar Lab
- Pays d'origine : Canada
- Format : Couleurs - 2,35:1
- Genre : drame
- Durée : 161 minutes
- Dates de sortie :
  - Allemagne : 17 février 2024 (Berlinale)
  - France : 31 juillet 2024

## Distribution
- Noah Parker : Jeff
- Arieh Worthalter : Blake
- Aurélia Arandi-Longpré : Aliocha
- Paul Ahmarani : Albert
- Antoine Marchand-Gagnon : Max
- Sophie Desmarais : Millie
- Guillaume Laurin : Ferran
- Carlo Harrietha : Barney
- Irène Jacob : Hélène
- Laurent Lucas : Eddy